# Ramon (Loria)
Ramon è una frazione del comune di Loria in provincia di Treviso.
Nei dintorni esiste anche una località denominata Ramon Campagna con circa 554 abitanti.

## Storia
Indicata nei documenti antichi come Ramonum, è ricordata per la prima volta in un testamento del 1190 come bene appartenente al Conte di Camposampiero. Tuttavia l'origine appare più antica, risalendo al VI secolo come insediamento longobardo; una prima cappella, consacrata nel 1157, faceva parte della pieve di Castello di Godego ed era già allora dedicata a San Pancrazio e San Giorgio.

## Luoghi d'interesse

### Ville venete
- Villa Colonna, ora Jonoch, è un edificio settecentesco costituito da una parte nobile con interni decorati e stuccati e da una parte ristrutturata completamente, denominata barchessa. Fu dei Colonna sino al 1642, poi dei Dolfin sino al 1700.

Attualmente ospita un'esposizione di mobili.
- Villa Pasqualigo-Soranzo, ora Marchetti, è un palazzo settecentesco a due piani con una loggia ampia e quadrata. Fu proprietà della famiglia Pasqualigo sino al 1643 e quindi dei Soranzo.

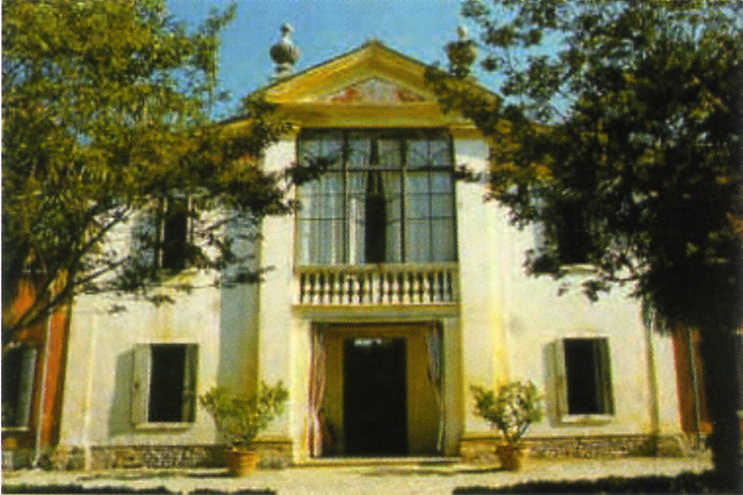
Facciata villa Marchetti

### Luoghi di culto religioso
La chiesa di San Pancrazio risale al XVIII secolo.
|  |  |

## Manifestazioni

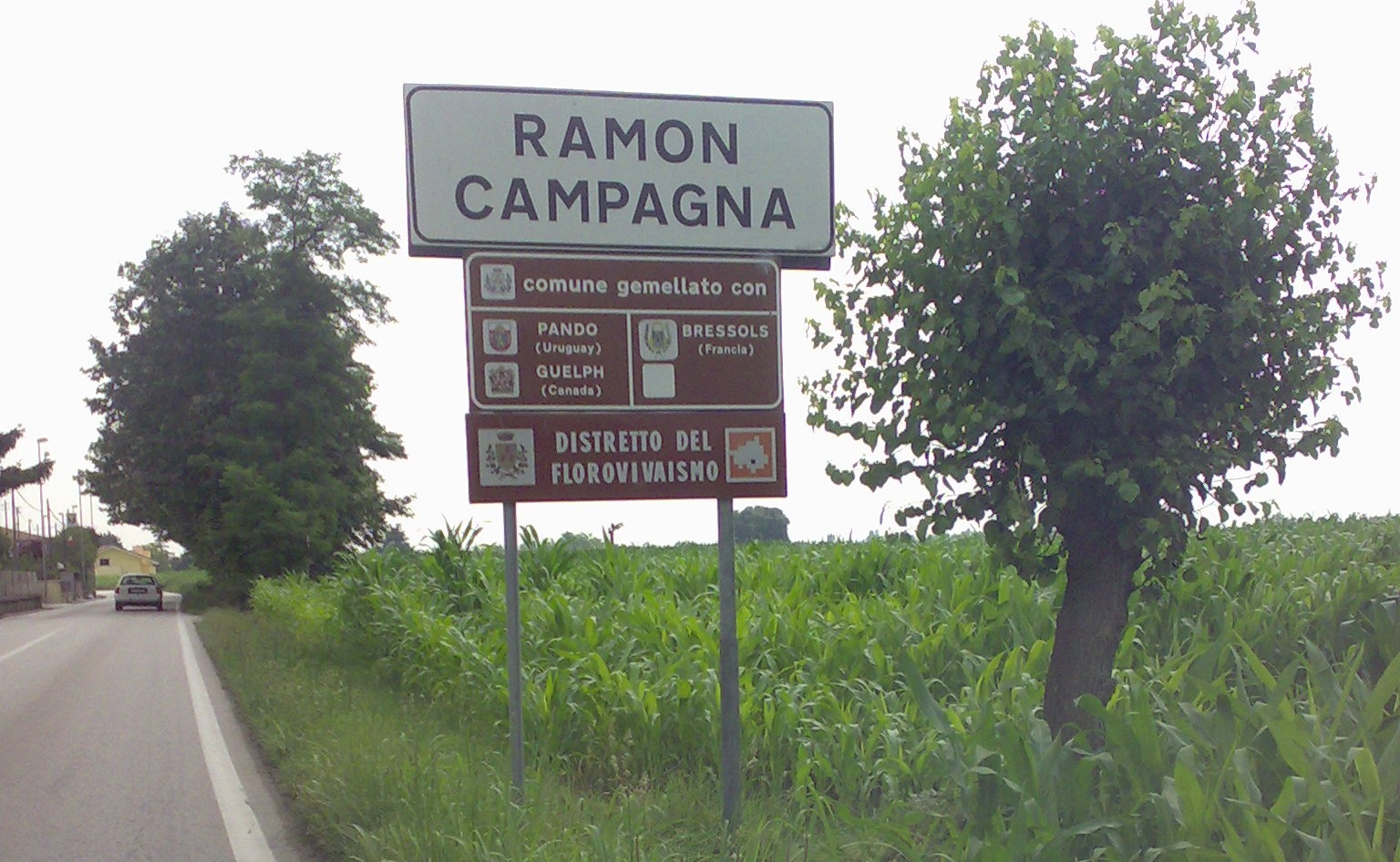
Ingresso alla frazione rurale quasi omonima

- Festa della Birra: si svolge ogni anno tra giugno e luglio nel campo di calcio retrostante la chiesa parrocchiale.
- Il palio delle contrade: è un insieme di giochi fatti da ragazzi e adulti. Ci sono quattro squadre: i rossi (Borgo ferro di cavallo), i verdi (Borgo Quercia), i gialli (Borgo Mulino) e i blu (Borgo della Ferrovia).

## Sport
A Ramon ha sede l'Associazione Sportiva Dilettantistica Calcio Ramon 1980. La serie più alta disputata dalla società è stata la Prima Categoria.